# Gryazev-Shipunov GSh-6-30
Gryazev-Shipunov GSh-6-30, hay gọi tắt là GSh-6-30, là loại pháo Gatling 6 nòng, có đường kính ống dẫn nòng (calibre) là 30mm, trang bị trên một số loại máy bay chiến đấu của Liên Xô trước đây và Nga như MiG-27 'Flogger' có lắp loại này dưới thân với 230 viên đạn. Tác giả của thiết kế này là hai nhà thiết kế vũ khí Liên Xô Vasiliy Petrovich Gryazev và Arkadiy Georgiyevich Shipunov.